# 거장과 마르가리타

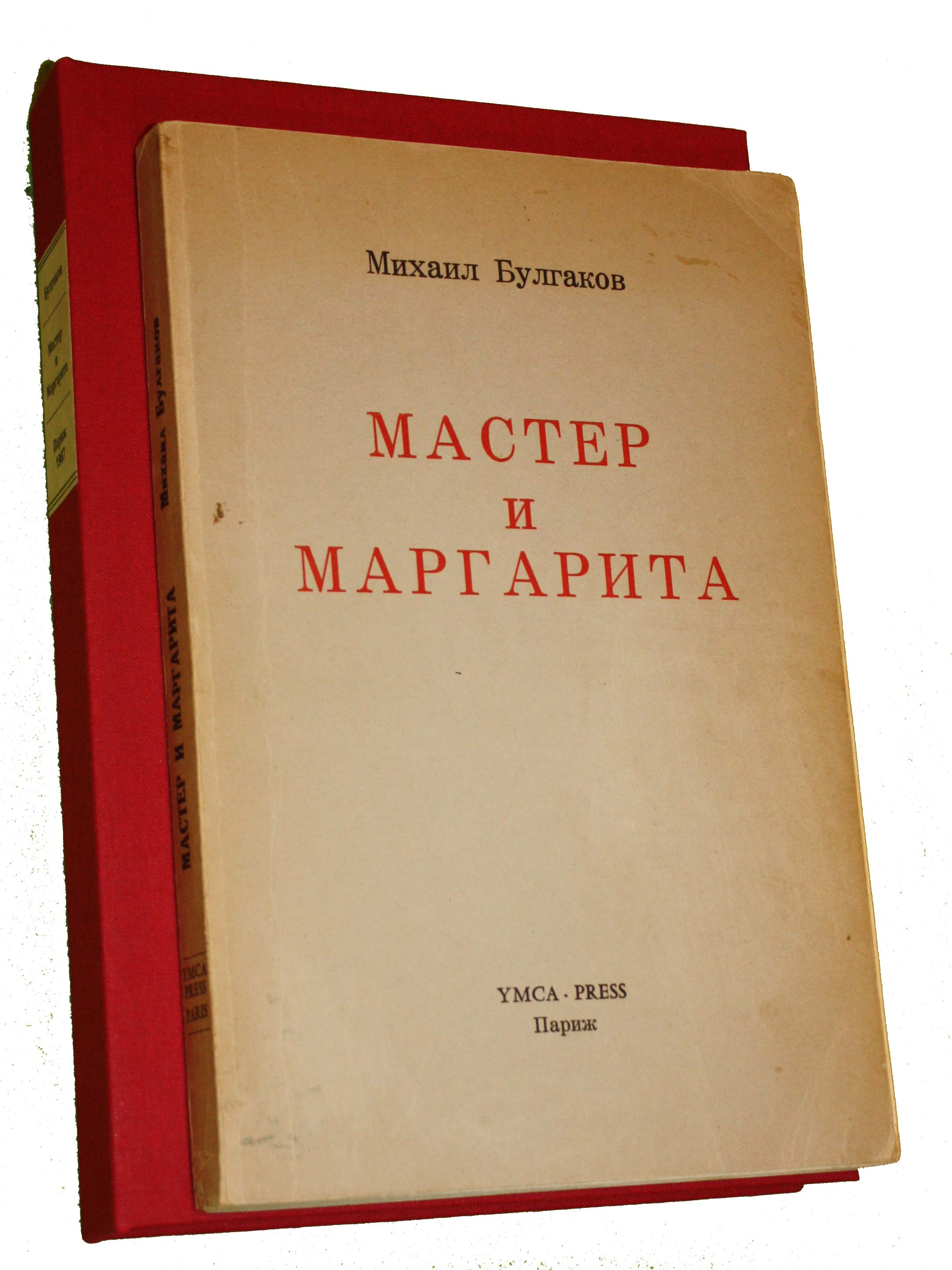
1967년에 출판된 거장과 마르가리타 서책

거장과 마르가리타(러시아어: Мастер и Маргарита)는 러시아의 작가 미하일 불가코프의 장편소설이다.

## 개요
미하일 불가코프의 장편소설이다. 1928년부터 집필을 시작해 1940년 죽을 때까지 집필과 수정을 멈추지 않았다.
소설은 감추어져 있다가 스탈린이 죽고 문학이 재평가를 받게 된 시기에 1967년 잡지 <모스크바>를 통해 처음으로 출간되었다.
1930년대 현대 모스크바에 악마 볼란드와 그 수행원들이 나타난다.
그들은 광란의 마법을 통해 소비에트 시대의 관료들과 저속한 문인들을 벌주고 풍자한다.
모스크바에는 갑자기 사라져버린 애인인 '거장'을 그리워 하며 눈물로 하루하루를 지새우는 여자 마르가리타 니콜라예브나가 있다.
마르가리타는 악마의 대무도회에 여주인으로서 참여해 줄 것을 요구받고 마르가리타는 거장에 대한 소식을 알 수 있다는 희망에 그 제안을 수락하는데 …….
현대 모스크바와 예루살렘을 넘나들며 진행되는 환상적인 이야기.

## 줄거리
무더운 여름 파트리아르흐 연못에 마솔리트회장 베를리오즈와 시인 베즈돔니가 예수의 존재를 두고 토의를 벌이고 있는 사이 외국인으로 추정되는 자칭 검은 마술의 교수가 그들의 대화에 끼어든다.
교수는 베를리오즈의 말은 틀렸으며 신은 존재하고 베를리오즈는 오늘 밤 전차에 치여 머리가 잘릴 것이라고 예언한다.
검은 교수의 말에 의하면 로마의 제5대 총독 본디오 빌라도 앞에 성전파괴와 황제모독이라는 죄명으로 예슈아 하-노츠리가 재판을 받기 위해 나타난다.
빌라도는 즉시 그의 인품과 현명함에 반하지만 황제모독이라는 대역죄 앞에 그를 구하는 것을 포기한다는 것이다.
그는 자신이 모든 사건의 현장에 있었다고 주장한다.
검은 교수가 미쳤다고 생각한 베를리오즈는 그를 경찰에 신고하기 위해 달려가다 미끄러져 전차에 치여 머리가 잘리고 그 모습을 바라보던 베즈돔니는 미쳐서 검은 마술의 교수와 그 수행원들을 찾기 위해 모스크바 시내를 돌아다닌다.
베즈돔니는 교수일당을 잡기 위해 벌인 소란으로 정신병원에 수감되고, 한편 검은교수(그의 이름은 볼란드이다.)일당은 죽은 베를리오즈의 아파트를 차지한다.
아파트에 동거하는 버라이어티 극장장 스테판 리호데예프에게 극장 상영권을 따내고 아파트에서 내쫓아버린 볼란드 일당은 아파트 주민회장 니카노르 이바노비치까지 제거한다.
버라이어티 극장은 멋대로 극장 공연 일정을 잡고 갑자기 사라진 리호데예프의 행방에 아연실색하지만 공연은 예정대로 진행된다.
공연에서 코로비예프와 베헤못은 하늘에서 돈다발을 내리게 하고, 여성들의 허영심을 자극하며 외국산 향수와 구두, 드레스를 공짜로 나누어준다.
공연이 끝나고 관람객들이 극장을 빠져나가면서 돈다발은 온갖 상표와 가짜돈으로 변하고 공짜 드레스는 눈 깜짝할 사이 사라진다.
이로 인해 벌어진 혼란으로 다음날 모스크바는 아수라장이 되고 버라이어티 극장의 극장장, 총무부장과, 경리부장까지 모두 사라져 버린다.
한편 바깥 세상에서 온갖 광란이 벌어지고 있는 사이 정신병원에 수감되어있던 베즈돔니는 정신병원에서 자신이 본디오 빌라도와 예수에 대한 소설을 썼다는 인물과 대면한다.
그의 이름은 알려지지 않았지만 스스로를 '거장'이라 부른다. 거장은 본래 평범한 박물관 직원이었으나 채권으로 목돈이 생긴 후 작은 집을 얻어 소설집필활동을 이어나가고 있었던 사람이었다.
우연히 모스크바 길거리를 걷다 운명의 여자인 마르가리타를 만나 사랑을 나누며 글을 쓰는 행복한 생활을 이어나가고 있었지만 소설이 당시 러시아의 평론가들에게 강도높게 공개적으로 비난받으면서 정신착란을 일으킨다.
마르가리타는 그 모습을 보고 어디 먼 곳으로 떠나자고 제안하지만 거장은 마르가리타가 돌아오기 전 누군가의 고발로 인해 비밀경찰에게 잡혀 심문을 받게되고 이후 자발적으로 정신병원에 수감된다.
사실 마르가리타는 저명한 과학자 남편을 둔 유부녀로 모스크바에서 부유한 생활을 해 나가고 있는 남부러울 것 없는 아름다운 여자였다.
거장이 사라진 뒤로 마르가리타는 거장이 남긴 유산인 돈, 불타버린 원고의 잔해, 장미꽃 등을 바라보며 그를 그리워하는 생활을 이어나가고 있었다.
그러던 어느날 모스크바 광장에서 자신을 아자젤로라 소개하는 남자가 접근하고, 그가 자신의 제안을 받아들인다면 거장을 만나게 해 준다는 조건에 흔쾌히 수락한다.
아자젤로가 준 크림을 바르자 마르가리타는 젊은 시절의 아름다운 모습으로 돌아가게 되고 마녀가 되어 빗자루를 타고 모스크바 시내를 날아다닌다.
이후 볼란드를 대면하게 된 마르가리타는 악마의 대무도회의 여주인으로서 무도회를 성공적으로 마친다.
무도회에는 전 세계적으로 악명을 떨쳤던 살인마와 악인들이 초대되었고 마르가리타는 그들에게 공평한 관심을 나누어주며 무릎과 손등에 키스를 허용해야 했다.
그 대가로 그녀의 앞에는 거장이 나타나고 둘은 예전의 반지하 아파트에서 새 삶을 살아가게 된다.
이후 거장의 소설을 읽어 본 예슈아는 악의 대리자인 볼란드에게 의뢰해 둘을 영원한 안식의 세계로 데려다 줄 것을 부탁하고 볼란드는 그 의뢰를 수락하여 거장과 마르가리타는 영원한 안식의 세계로 떠난다.

## 등장인물

### 현대 러시아
거장: 원래 이름 대신 애인 마르가리타가 그를 부르는 호칭인 '거장'으로만 알려져 있다.
원래는 평범한 박물관 연구원 이었으나 채권에 당첨되어 목돈을 번 후 직업을 정리하고 아늑한 반지하방을 얻어 소설집필에 몰두한다.
그가 쓴 소설은 예수와 본디오 빌라도에 대한 이야기 였는데 이 소설이 비평가들에게 공개적으로 조롱당하고 비난당하자 정신적으로 심한 충격을 받는다.
반지하방을 욕심낸 밀고자에 의해 비밀경찰에 끌려가게 되고 석방 된 뒤 정신병원에 자발적으로 수감된다.
마르가리타: 거장의 애인.
5개의 방이 있는 저택에 유명한 과학자인 남편까지 남부러울것 없는 삶을 살고 있었지만 마음만큼은 고독했다.
후에 운명의 상대인 거장을 만나 은밀한 연애를 이어오지만 첫 소설의 실패이후 거장이 어디론가 사라지고 그의 소식을 몰라 눈물로 하루하루를 보낸다.
거장을 찾아주겠다는 아자젤로의 제안을 받아들여 사탄의 대무도회 여주인으로서의 역할을 수락한다.
이반 베즈돔니: 시인.
본명은 이반 니콜라예비치 포니레프.
파트리아르흐 연못에서 베를리오즈의 머리가 잘리는 모습을 목격하고 볼란드 일당을 추격하다 정신병원에 갇히게 된다.
정신병원에서 거장을 만나고 앞으로 절대 시를 쓰지 않겠다고 맹세한다.
거장의 후계자.
베를리오즈: 마솔리트 회장.
신은 존재하지 않음을 역설했다.
볼란드의 예언대로 파트리아르흐 연못에서 전차에 치여 목이 잘린다.
스테판 리호데예프: 베를리오즈와 같은 아파트에 산다.
버라이어티 극장장.
아자젤로에 의해 얄타로 내던져진다.
림스키: 버라이어티 극장 경리부장.
리호데예프가 나타나지 않자 그의 신변을 의심한다.
바레누하: 버라이어티 극장 총무부장.
후에 헬라에 의해 뱀파이어가 된다.

### 볼란드와 수행원
볼란드: 악마들의 우두머리.
수행원들(아자젤로, 베헤못, 코로비예프, 헬라)을 데리고 다닌다.
매년 악마의 대무도회를 열어야 하기 때문에 이름이 마르가리타이고 왕족의 혈통을 지닌 여자를 찾고있다.
괴테의 파우스트에 나오는 메피스토펠레스가 모티브이다.
이에 대한 암시는 소설 곳곳에서 찾아볼 수 있다.
베헤못: 볼란드의 수행원.
커다랗고 뚱뚱한 검은 고양이이다.
말을 할 수 있고 허풍과 장난을 잘 친다.
사실 검은 고양이의 모습은 저주받은 모습으로 본래 모습은 어릿광대이다.
성경에 나오는 커다란 짐승 베헤못에서 유래했다.
코로비예프: 볼란드의 수행원.
별명은 파곳.
큰 키와 호리호리한 몸매, 체크무늬 양복과 깨진 코안경을 쓴 기이한 모습이다.
베헤못과 단짝이다.
선과 악에 대한 무례한 농담을 한 뒤로 끝없이 농담을 해야 하는 저주를 받았다본래 모습은 과묵한 기사(騎士)이다.
아자젤로: 볼란드의 수행원.
타는듯한 붉은 머리와 백내장에 걸린 듯한 한쪽 눈, 단단하고 땅딸막한 몸매가 특징이다.
볼란드의 수행원으로서 주로 암살과 폭력 같은 험한 일을 전담으로 맡고 있다.
본래 모습은 사막의 악마이다.
성경에 나오는 타락천사 아자젤이 원형이다.
헬라: 볼란드의 시중을 드는 하녀.
뱀파이어.

### 거장의 소설 속 인물
본디오 빌라도: 제 5대 총독.
언제나 불면의 고통에 시달린다.
빌라도 앞에 성전파괴와 황제모독이라는 죄명으로 예슈아 하-노츠리가 재판을 받기 위해 나타났을 때 빌라도는 즉시 그의 인품과 현명함에 반하지만 황제모독이라는 대역죄 앞에 그를 구하는 것을 포기한다.
이후 비겁함에 대한 죄값으로 거장이 그를 놓아주기 전까지 영원한 불면의 밤을 지새게 된다.
예슈아: 예수님.
소설에서는 히브리어 발음인 예슈아라 표기된다.
유다의 꾐에 빠져 황제모독죄로 사형된다.
레위 마테오: 전 세리.
예슈아의 충실한 제자이다.
예슈아가 십자가에 매달렸을 때에도 그를 버리지 않았다.
유다: 잘생긴 젊은이.
유대 제사장 카이파에게 돈을 받고 예수를 함정에 빠뜨려 죽게 한다.
본디오 빌라도가 보낸 부하에 의해서 암살당한다.
아프라니우스: 빌라도의 비밀 호위 무사.

## 주제
거장과 마르가리타는 다양한 주제를 다루고 있다.
대표적으로 선과 악, 예술의 불멸성, 지식인의 양심을 들 수 있다.
우선적으로 선과 악에 대한 철학적 접근이 눈에 띄는데, 거장의 소설을 전달하는 역할도 거장과 마르가리타를 영원한 안식의 세계로 데려다 주는 역할도 모두 악마인 볼란드의 역할이기 때문이다. 이런 성격은《거장과 마르가리타》맨 앞장 불가코프의 인용문 에서도 찾아 볼 수 있다.
| “ | "……그래서 결국 너는 누구란 말이냐?" "나는 영원히 악을 원하면서 영원히 선을 행하는 힘의 일부이지요." 괴테,《파우스트》 | ” |

불가코프의 세계에서 선과 악은 서로 상호 보완적인 기능으로 이해된다.
또한 '원고는 불타지 않는다'는 말로 대변되는 예술의 불멸성을 들 수 있다.
소설속에서 거장은 자신의 소설을 불로 태워버리지만 볼란드는 '원고는 불타지 않는다'며 타지 않은 멀쩡한 소설을 거장의 손에 쥐어준다.
불가코프가 집필 활동을 하던 당시의 시대적 배경이 스탈린 치하에서 문학과 예술에 대한 검열이 이루어지던 시기라는 것을 감안하면 이 말에대한 울림이 더 커진다.
이는 베헤못과 코로비예프가 그리보예도프의 집에서 문학협회의 신분증을 제시하라는 여직원의 말에 작가는 신분증이 아니라 그가 쓰는 소설에 의해 결정되는 것이라고 말하는 대사를 통해, 도스토옙스키는 불멸이라는 대사를 통해 더 분명하게 드러난다.
마지막으로 지식인의 양심에 대한 주제는 거장의 소설 속 빌라도와 예슈아를 통해 명백히 드러난다.
빌라도는 예슈아가 무죄인 것을 알고 있었고 그를 살리고 싶었으나 예슈아를 변호하다 자신의 안위마저 위험해질 상황에 처하자 그를 포기한다.
예슈아는 '비겁함은 가장 큰 죄이다'는 말을 남기고 죽고, 빌라도는 영원한 불면의 밤을 지새우는 저주를 받는다.
실제 불가코프의 작품세계에서 양심의 문제는 중요하게 다루어지고 있다.

## 집필과정
1928년《거장과 마르가리타》의 원고를 집필하기 시작한다.
1929년 K.투카이라는 가명을 써서《거장과 마르가리타》초고 중 일부를 네드라 출판사에 보내지만 출판에 관한 답변을 얻지 못한다.
1930년 희곡《위선자들의 밀교》가 레퍼토리 총국으로부터 상연 금지 통보를 받자 좌절감에《거장과 마르가리타》초고를 태워버린다.
1931년 스탈린에게 모스크바 예술극장 조연출 자리를 약속받은 뒤 여러 문학작품들을 각색하며 극장일을 한다. 생활에 안정을 찾으면서 전에 태워버렸던《거장과 마르가리타》를 다시 쓰기 시작한다.
1934년 1931년《거장과 마르가리타》를 다시 쓰기로 결심한 직후, 지속적인 집필 끝에 10월 달에 1차 원고가 완성된다.
1938년《거장과 마르가리타》의 최종판이 완성된다.
편집인 안가르스키로부터 출판이 불가능할 거라는 말을 듣지만, 타자본을 만들고 수정을 계속한다.
1939년~1940년 계속되는 스트레스와 생활고에 시력이 약화되고 신장경화와 고혈압증세를 보이는 와중에도 소설의 수정을 거듭한다.
결국 불가코프는 1940년 3월 10일 세상을 떠난다.
《거장과 마르가리타》는 오랜 수정기간을 거친 만큼 초고와 이후 판본의 내용이 많이 달라진 모습을 보인다.
초고에서는 거장이 빌라도와 마찬가지로 빛 속으로 떠나고 볼란드는 예수의 '명령'으로 거장을 구원하지만 그 이후의 원고에서는 '명령은 '의뢰'로 개서되고, 거장은 어둠이 등가적으로 존재하는 세계로 떠난다는 것이 대표적인 예이다.
또한 소설이 최종적으로 완성되기 전까지는 제대로된 제목도 지어지지 않은 상태였으며 1936년에는 《거장과 마르가리타》대신《어둠의 공작》이라는 제목이 붙어 있었다.

## 평가
영국의 인기가수 스팅은 뉴욕타임즈와의 인터뷰에서《거장과 마르가리타》를 가리켜 자신에게 가장 큰 영향을 준 책이라고 평했다.

## 한국어 번역본
문예출판사 박형규 역 / 2006 / 상하분권
문학과 지성사 김혜란 역 / 2008
열린책들 홍대화 역 / 2008 / 상하분권
민음사 정보라 역 / 2010

## 파생작품

### 영화
Il maestro e margherita (1972).
영화.
감독: Aleksandr Petrovic
Master i Margarita (1994).
영화.
감독: Yuri Kara
The master and Margarita. From once till all over. (2012).
감독: Terentij Oslyabya

### TV시리즈
Master i Margarita (2005). TV시리즈.

## 같이 보기
- 기독교 문학
- 르 몽드가 선정한 세기의 도서 100권
- 마술적 사실주의
- 초현실주의
- 도시 판타지
- 볼룬드

## 참고 자료
- <거장과 마르가리타> / 미하일 불가코프. 김혜란 옮김. 2008. 서울: 문학과 지성사.
- <러시아 문학의 맛있는 코드> / 석영중. 2013. 경기: 위즈덤하우스.[쪽 번호 필요]
- <러시아의 문학과 혁명> / 이케다 사다요시 外. 2010. 서울: 웅진지식하우스.

분류1966년 소설
분류1967년 소설